# Bughouse Bellhops
Bughouse Bellhops é um curta-metragem norte-americano de 1915, do gênero comédia, estrelado por Harold Lloyd.

## Elenco
- Harold Lloyd - Lonesome Luke

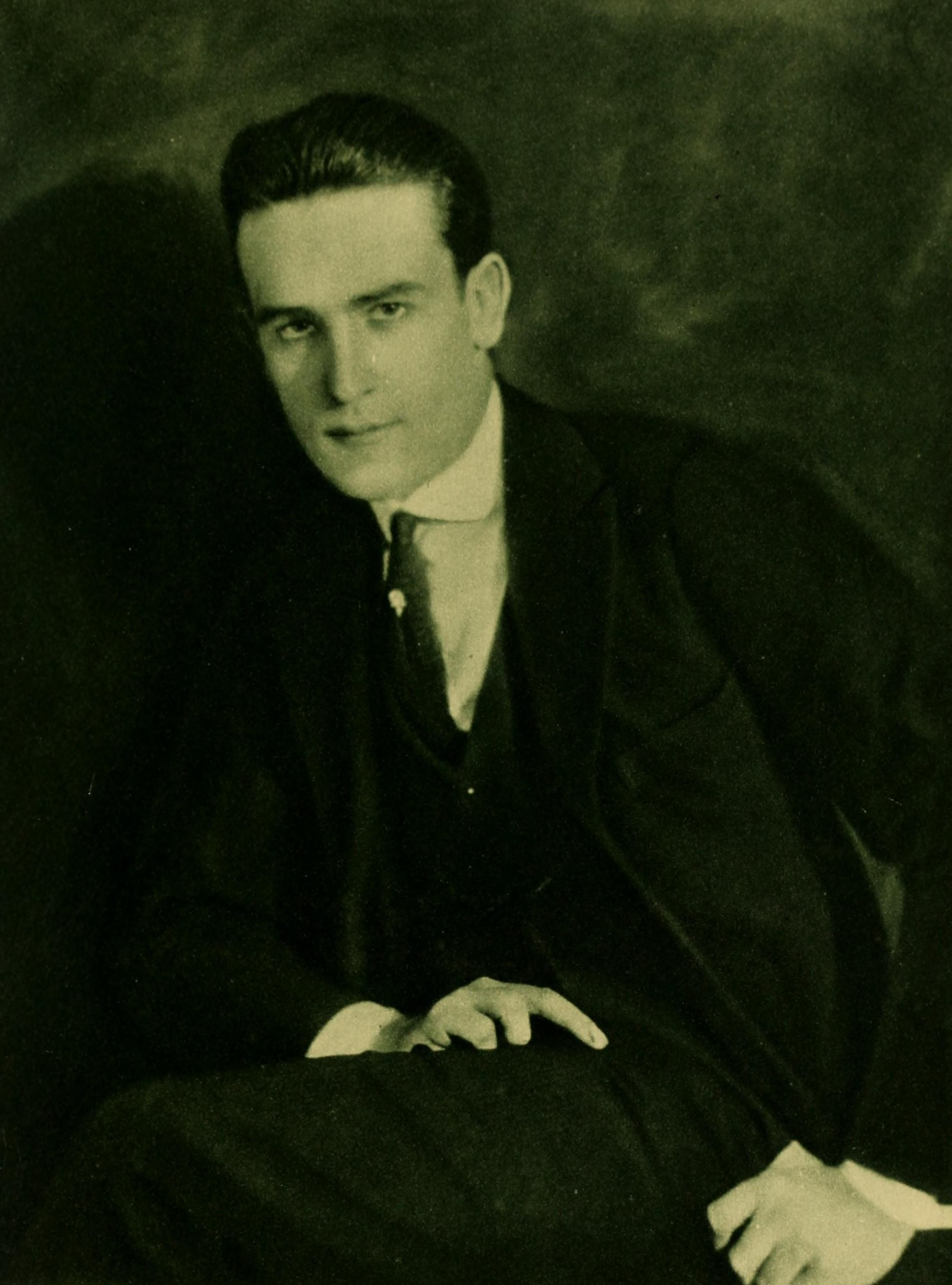
Harold Lloyd

- Snub Pollard - (como Harry Pollard)
- Gene Marsh
- Bebe Daniels